# Куликов, Лев Васильевич
Лев Васи́льевич Кулико́в (5 декабря 1929 — 27 апреля 2018) — советский и российский учёный, один из основателей фермерского страусоводства в России. Доктор сельскохозяйственных наук, профессор РУДН, Заслуженный деятель науки Российской Федерации (1995), Почётный работник высшего профессионального образования Российской Федерации.

## Биография
Родился 5 декабря 1929 года в городе Вышний Волочек Тверской области, с 1934 года жил с родителями в Москве.
В 1953 г. окончил зоотехнический факультет Московской сельскохозяйственной академии им. К. А. Тимирязева. Был оставлен в годовой практикантуре на кафедре физиологии животных с тем, чтобы затем поступать в аспирантуру
В связи с призывом Сентябрьского пленума ЦК КПСС 1953 года оставил работу на кафедре и в ноябре 1953 г. назначен главным зоотехником Подъячевской машинно-тракторной станции ныне Дмитровского района Московской области.
В 1957 г. после ликвидации МТС поступил в аспирантуру ТСХА и в октябре 1959 г. защитил кандидатскую диссертацию по проблеме физиологии молокоотдачи у коров.
С ноября 1959 г. на научной и преподавательской работе.
С сентября 1964 г. в Университете дружбы народов: доцент, профессор кафедры зоотехнии, заместитель декана, декан сельскохозяйственного факультета (1972—1975), зав. кафедрой зоотехнии.
Несколько лет находился в научных командировках на Кубе, а также в Польше, Венгрии, Мали, Йемене, Эквадоре, изучал специфику животноводства в условиях тропического климата.
Работал приглашенным профессором в университете Гуаякиля (Эквадор), читал на испанском языке курсы лекций «Тропическое птицеводство» и «Биометрия в зоотехнических исследованиях».
В 1982 году защитил докторскую диссертацию на тему «Обоснование методов повышения яичной продуктивности кур и инкубационных качеств яиц в тропиках : на примере Кубы», в 1983 утверждён в звании профессора. С 1981 по 1999 г. — заведующий кафедрой зоотехнии РУДН.

## Научная деятельность
Более 50 лет посвятил педагогической и научной деятельности: 44 года работал в Российском университете дружбы народов (РУДН), занимал должности заместителя декана, декана сельскохозяйственного факультета, затем 20 лет заведовал кафедрой зоотехнии. Вёл учебный процесс по дисциплинам «Птицеводство», «Методика научных исследований в животноводстве», «История и методология зоотехнической науки», «Страусоводство». Владение испанским и английским языка ми помогло общению со специалистами Кубы, Эквадора, Мали, Йемена.
Мировой научной общественности профессор Куликов Л. В. известен своими публикациями — их более 200 по различным направлениям АПК, наибольшее число по птицеводству. Серия работ, выполненных Львом Васильевичем, а также совместно с сотрудниками РУДН, посвящена изучению и повышению качества яиц бело- и коричневоскорлупных кроссов. Приоритетной является система пятибалльной оценки мраморности скорлупы яиц. Созданная в период работы в Национальном комбинате птицеводства Республики Куба, она была названа кубинскими специалистами «шкалой Куликова».
На основе исследований впервые в России он сформировал научное направление тропического птицеводства, изложенное в серии статей и книге «Тропическое птицеводство». Лев Васильевич своими публикациями привлёк внимание производственников к промышленному разведению африканского страуса, который ценен непревзойдёнными продуктивными и воспроизводительными качествами.
Для студентов высших учебных заведений изданы его учебные пособия «Практикум по птицеводству» и «Математическое обеспечение эксперимента в животноводстве».
Придавая большое значение подготовке зоотехнических кадров высшей квалификации, профессор Куликов Л. В. углублённо изучил историю развития животноводства и зоотехнической науки. Впервые в нашей стране он подготовил учебник «История зоотехнии» (издательство «КолосС», 2008), рекомендованный МСХ РФ для студентов вузов.
Лев Васильевич был научным руководителем многих кандидатов сельскохозяйственных наук. За успехи в подготовке специалистов для развивающихся стран Азии, Африки и Латинской Америки он награждён орденом «Знак Почёта». Ему присвоены звания Заслуженный деятель науки Российской Федерации, Почётный работник высшего образования России, Почётный профессор Российского университета дружбы народов.
Круг научных интересов профессора Л. В. Куликова достаточно широк. Ранние работы были посвящены молочной продуктивности крупного рогатого скота, среди них представляет интерес книга «Физиологические основы доения коров». Научной общественности он известен работами в области тропического животноводства, прежде всего тропического птицеводства. Научными разработками, выполненными во время зарубежных командировок, докторской диссертацией, серией статей, книгами «Тропическое птицеводство» и «Птицеводство республики Куба» впервые в нашей стране заложены основы тропического птицеводства как научного направления.
Существенную значимость представляет серия научных разработок и публикаций, выполненных в частности совместно с сотрудниками кафедры, по вопросам изучения и определения путей повышения качества куриных яиц, как белоскорлупных, так и коричневоскорлупных кроссов. Профессором Л. В. Куликовым создана методика оценки мраморности скорлупы куриных яиц по пятибальной шкале, позволяющей выражать этот признак математически. Несколько изданий выдержала книга по применению статистических методов, последнее издание из них совместно с А. А. Никишовым «Математическое обеспечение эксперимента в животноводстве» включает раздел компьютерного статистического анализа. Заслуживает внимания серия научно-популярных статей в специальных журналах по технологии птицеводства в мелких частных хозяйствах.
Лев Васильевич явился первым в России ученым, серией своих статей привлекшим внимание производственников птицеводства к перспективам промышленного разведения нового доместицированного вида африканского страуса, супер-птицы будущего, обещающего стать важным источником красного диетического мяса. Его книга «Фермерское страусоводство» (2004 г.) в настоящее время является основным практическим руководством для предпринимателей.
Многолетний опыт и широта научных интересов в области животноводства позволили профессору Л. В. Куликову заняться вопросами истории зоотехнической науки, горячим приверженцем которой он является на протяжении всей своей научной жизни. Первым вариантом работы в этом направлении явилось учебное пособие «История и методология зоотехнической науки» (2001 г.). Впоследствии написан солидный учебник «История зоотехнии» До этого подобного целостного издания в России не было.
Научно-педагогический стаж профессора Л. В. Куликова составляет более 50 лет. Им издано 200 научных и научно-методических работ, статей и книг. Он пользовался признанием среди студентов, преподавателей, коллег по работе.

## Награды
- орден «Знак Почёта»
- медаль «Ветеран труда»
- медаль «850 лет Москвы»
- Заслуженный деятель науки Российской Федерации (1995),
- Почётный работник высшего профессионального образования Российской Федерации

## Основные работы
- Физиологические основы доения коров [Текст] / Л. В. Куликов, канд. с.-х. наук. — Москва : Россельхозиздат, 1969. — 80 с. : черт.; 21 см.
- Фермерское страусоводство : Практ. руководство для начинающих предпринимателей / Л. В. Куликов, Ш.-Г. К. Боков. — М. : Изд-во Рос. ун-та дружбы народов, 2004 (ПИК ВИНИТИ). — 257 с., [4] л. цв. ил. : ил., табл.; 22 см; ISBN 5-209-01615-3 (в пер.)
- Тропическое птицеводство : Учеб. пособие [для вузов по спец. «Зоотехния»] / Л. В. Куликов; Гос. ком. СССР по нар. образованию. — М. : Изд-во Ун-та дружбы народов, 1988. — 202,[1] с. : ил.; 21 см; ISBN 5-209-00043-5 :
- Математическое обеспечение эксперимента в животноводстве : учебное пособие / Л. В. Куликов, А. А. Никишов. — 2-е изд., испр. и доп. — Москва : Изд-во Рос. ун-та дружбы народов, 2006. — 176 с. : ил., табл.; 21 см; ISBN 5-209-01920-9
- История зоотехнии [Текст] : учебник для студентов взов, обучающихся по направлению «Зоотехния» / Л. В. Куликов. — Изд. 2-е, испр. и доп. — Санкт-Петербург [и др.] : Лань, 2015. — 382, [1] с. : табл.; 21 см. — (Учебники для вузов. Специальная литература).; ISBN 978-5-8114-1437-6 (В пер.)
- История и методология зоотехнической науки [Текст] : [Учеб. пособие для вузов по направлению 560400 «Зоотехния» и спец. 310700 «Зоотехния»] / Л. В. Куликов. — Москва : РУДН, 2001. — 146 с. : табл. — ISBN 5-209-01317-0 : 30 р. *